# Salvatore Baccaloni
Salvatore Baccaloni (Roma, 14 aprile 1900 – New York, 31 dicembre 1969) è stato un basso e attore italiano.

## Biografia
Allievo del baritono Giuseppe Kaschmann, giovanissimo incomincia a cantare in teatro: nel 1922, a 22 anni, debutta al Teatro Adriano di Roma come Don Bartolo ne Il barbiere di Siviglia. A 25 anni interpreta al Teatro Costanzi di Roma, nella stessa stagione: Angelotti in  Tosca, Don Basilio ne Il barbiere di Siviglia e Sparafucile in Rigoletto.
Al Teatro alla Scala canta in moltissime storiche produzioni, debuttando nel 1922 in Debora e Jaele di Pizzetti e partecipando alle prime assolute di Sly (1926), Il campiello (1936) e La dama boba (1939) di Wolf-Ferrari, Fra Gherardo di Pizzetti (1928), Il re di Giordano (1929), Le preziose ridicole di Lattuada (1929), oltre alle prime versioni in lingua italiana di L'heure espagnole di Ravel e de La fiaba dello Zar Saltan di Rimski-Korsakov. Al Teatro dell'Opera di Roma prende parte alle prime assolute de La farsa amorosa di Zandonai nel 1933 e Vigna di Guerrini nel 1935.
Giunge a New York nel 1940 per debuttare ne Le nozze di Figaro (Bartolo) al Teatro Metropolitan, dove sarà costantemente presente fino al grande concerto di addio nel 1962, dedicandosi in prevalenza al repertorio di basso buffo, sia in ruoli di protagonista che di fianco. Tra i vari titoli figurano La serva padrona, Don Giovanni (Leporello), Il barbiere di Siviglia (Don Bartolo), Don Pasquale, L'elisir d'amore, La fille du régiment, La forza del destino (Fra' Melitone), Gianni Schicchi, Manon Lescaut, La bohème (Benoit/Alcindoro), Tosca (Sacrestano), Boris Goudunov (Varlaam). Oltre che al Met canta di frequente anche a Philadelphia a partire dal 1951.
Particolarmente celebri furono le interpretazioni dei personaggi di Leporello (eseguito anche al Covent Garden di Londra) e Don Pasquale. Grazie alle innate qualità di attore, prese parte ad alcuni film tra la fine degli anni cinquanta e l'inizio dei sessanta.

## Discografia
- Mozart
  - Don Giovanni - Brownlee, Baccaloni, Souez, von Pataky, Franklin, Helletsgruber, dir. Busch - 1936 EMI
  - Le nozze di Figaro - Pinza, Sayao, Steber, Brownlee, Novotna, Baccaloni, dir. Walter - Live Met 1944 - Arkadia/Cantus Classic
  - Don Giovanni - Pinza, Baccaloni, Kirk, Steber, Kullman, Sayao, dir. Szell - Live Met 1944 - Archipel/Walhall
  - Don Giovanni - Silveri, Baccaloni, Resnik, Welitsch, Conley, Moscona, dir. Reiner - Live Met 1951 - Walhall
- Rossini
  - Il barbiere di Siviglia - Stracciari, Capsir, Borgioli, Baccaloni, Bettoni, dir. Molajoli - Columbia 1929
  - Il barbiere di Siviglia - Thomas, Landi, Tuminia, Baccaloni, Pinza, dir. Papi - Live Met 1941 - Gulld
  - Il barbiere di Siviglia - Brownlee, Sayao, Martini, Baccaloni, Pinza, dir. St.Leger - Live Met 1943 - Phonographe
  - Il barbiere di Siviglia - Valdengo, Di Stefano, Pons, Baccaloni, Hines; dir. Erede - Live Met 1950 - Cetra/OASI/Gala
- Donizetti
  - Lucia di Lammermoor - Capsir, De Muro Lomanto, Molinari, Baccaloni; dir. Molajoli - Columbia 1929
  - La fille du régiment - Pons, Jobin, Baccaloni, Petina, dir. Papi - Live Met 1940 - Arkadia/Naxos/Bongiovanni
  - Don Pasquale - Baccaloni, Sayao, Martini, Valentino, dir. Papi - Live Met 1940 - Walhall/Naxos
  - L'elisir d'amore - Sayao, Landi, Baccaloni, Valentino, dir. Panizza - live Met 1942 Bensar
  - Don Pasquale - Baccaloni, Sayao, Martini, Brownlee, dir. Busch - Live Met 1946 - GOP/Walhall
  - L'elisir d'amore - Sayao, Tagliavini, Baccaloni, Valdengo, dir. Antonicelli - Live Met 1949 - Melodram/GOP/Naxos
- Verdi
  - Rigoletto - Piazza, Pagliughi, Folgar, Baccaloni, dir. Sabajno - La Voce del Padrone 1927
  - Aida - Arangi Lombardi, Lindi, Capuana, Borgioli, Pasero, Baccaloni, dir. Molajoli - Columbia 1930
  - Falstaff (Pistola) - Rimini, Tassinari, Ghirardini, D'Alessio, Baccaloni, dir. Molajoli - Columbia 1932

- Puccini
  - Madama Butterfly (Bonzo) - Pampanini, Granda, Velasquez, Vanelli, Baccaloni, dir. Molajoli - Columbia 1929
  - Tosca (Angelotti) - Scacciati, Granda, Molinari, Baccaloni, dir. Molajoli - Columbia 1929
  - La bohème - Albanese, Peerce, Valentino, Mc Knight, Moscona, Baccaloni, dir. Toscanini - Live Carnegie Hall 1946 - RCA
  - La bohème - Sayao, Bjorling, Valentino, Moscona, Benzell, Baccaloni, dir. Antonicelli - Live Met 1948 - Myto
  - Manon Lescaut - Kirsten, Bjorling, Valdengo, Baccaloni, dir. Antonicelli - Live Met 1949 - Myto/Naxos
  - Gianni Schicchi - Baccaloni, Peters, Hayward, Harvuot, Pechner, dir. Erede - Live Met 1952 - Lyric Distribution
  - Tosca (Sagrestano) - Stella, Tucker, Warren, Baccaloni, dir. Mitropoulos - Live Met 1958 - Walhall
  - Manon Lescaut - Kirsten, Bergonzi, Sereni, Baccaloni, dir. Cleva - Live Met 1960 - Bongiovanni

- Modest Musorgskij
  - Boris Godunov (Varlaam) - Pinza, Tokatyan, Moscona, Baccaloni, Warren, dir. Szell - Live Met 1943 - Lyric Distribution

Arie da opere
- Serie "Lebendige Vergangenheit" - Arie da opere - Disco 33 giri e CD Preiser [n°89615]

## Filmografia
- La viuda celosa, regia di Fernando Cortés (1946)
- The Desert Song - film tv (1955)
- Piena di vita (Full of Life), regia di Richard Quine (1956)
- Il principe del circo (Merry Andrew), regia di Michael Kidd (1958)
- Il balio asciutto (Rock-a-Bye Baby), regia di Frank Tashlin (1958)
- Fanny, regia di Joshua Logan (1961)
- Pranzo di Pasqua (The Pigeon That Took Rome), regia di Melville Shavelson (1962)